# Hauzkoa
L'Hauzkoa /haus̪koa/, ou Hauscoa, 1 268 m, est un sommet du Pays basque français au sud-est de Béhorléguy dans la province de Basse-Navarre.

## Toponymie
Hauzkoa est un diminutif de l'oronyme basque hautz. On le retrouve dans le nom de l'Hautza, sommet au-dessus de Saint-Étienne-de-Baïgorry.